# Aartsbisdom New Orleans

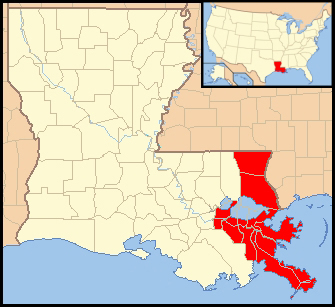
De kerkprovincie New Orleans en het aartsbisdom New Orleans (rood)

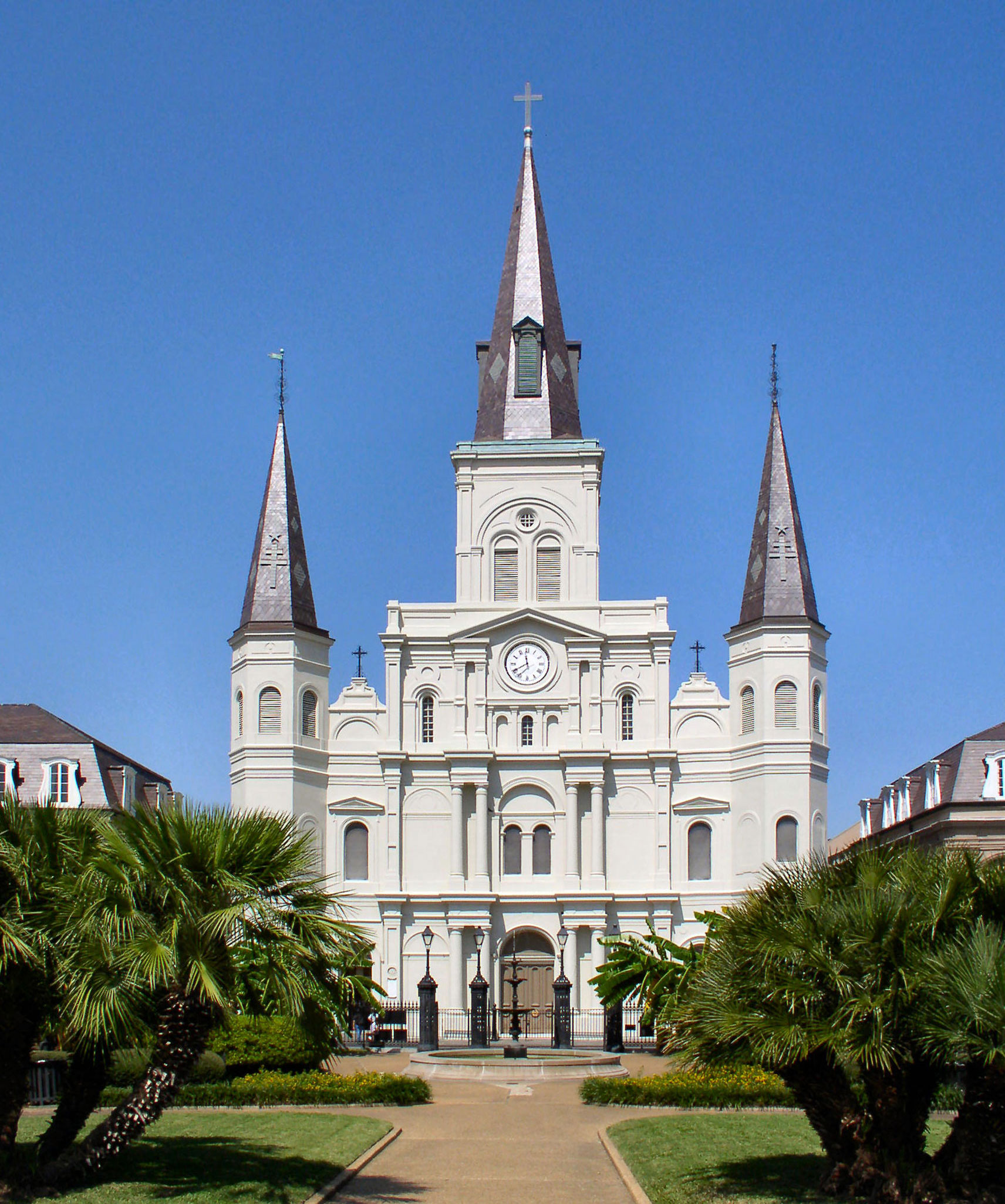
Saint Louis Cathedral in New Orleans

Het aartsbisdom New Orleans (Latijn: Archidioecesis Novae Aureliae, Frans: Archidiocèse de la Nouvelle-Orléans, Spaans: Arquidiócesis de Nueva Orleans) is een rooms-katholiek aartsbisdom met als zetel New Orleans.  
De kerkprovincie New Orleans valt samen met de staat Louisiana. New Orleans heeft zes suffragane bisdommen:  
- Alexandria
- Baton Rouge
- Houma-Thibodaux
- Lafayette
- Lake Charles
- Shreveport

In 2019 telde het bisdom 111 parochies. Het bisdom heeft een oppervlakte van 10.899 km2 en telde in 2019 1.301.028 inwoners waarvan 40% rooms-katholiek was. 

## Geschiedenis
In 1793, in de Spaanse tijd, werd het bisdom van Louisiana en de twee Florida's afgesplitst van het bisdom San Cristobal de la Habana. In 1826, Louisiana was intussen een onderdeel van de Verenigde Staten, werd dit het bisdom New Orleans. In 1850 werd New Orleans verheven tot een aartsbisdom. Na de Amerikaanse Burgeroorlog organiseerde het aartsbisdom onder aartsbisschop Franciscus Janssens gescheiden kerkdiensten en katholiek onderwijs voor zwarten en kleurlingen. Dit werd gezien als een noodzakelijk kwaad in afwachting van het moment dat gemengde erediensten en onderwijs mogelijk zouden zijn. In 1956 veroordeelde aartsbisschop Joseph Francis Rummel in een herderlijke brief segregatie als immoreel en een zonde. Vanaf dan werden zwarten toegelaten in blanke katholieke scholen in het aartsbisdom en konden zwarte priesters ook in blanke kerken de eredienst vieren. Zoals andere bisdommen in de Verenigde Staten werd het aartsbisdom geconfronteerd met honderden claims in verband met seksueel misbruik door geestelijken, wat in 2022 leidde tot een mogelijk bankroet van het aartsbisdom.

## Bisschoppen
- Luis Ignatius Peñalver y Cárdenas (1794-1801)
- Francisco Porró y Reinado (1801-1803)
- Louis-Guillaume-Valentin Dubourg, P.S.S. (1815-1826)
- Leo Raymond de Neckère, C.M. (1829-1833)
- Auguste Jeanjean (1834 - enkel aangesteld)
- Anthony Blanc (1835-1860)
- Jean-Marie Odin, C.M. (1861-1870)
- Napoleon Joseph Perché (1870-1883)
- Francis Xavier Leray (1883-1887)
- Franciscus Janssens (1888-1897)
- Placide Louis Chapelle (1897-1905)
- James Hubert Blenk, S.M. (1906-1917)
- John William Shaw (1918-1934)
- Joseph Francis Rummel (1935-1964)
- John Patrick Cody (1964-1965)
- Philip Hannan (1965-1988)
- Francis Bible Schulte (1988-2002)
- Alfred Clifton Hughes (2002-2009)
- Gregory Michael Aymond (2009-)

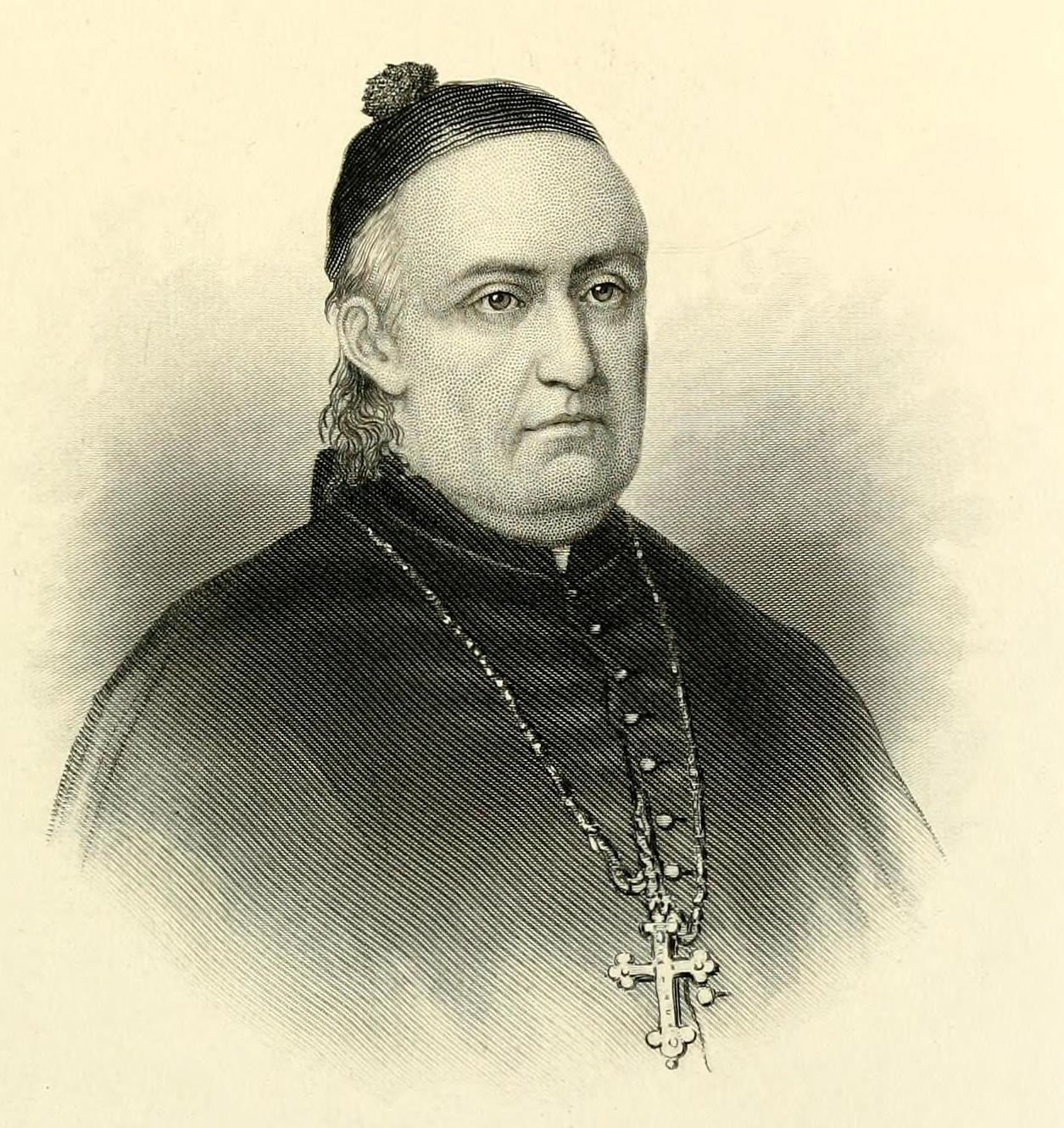
Luis Ignatius Peñalver y Cárdenas
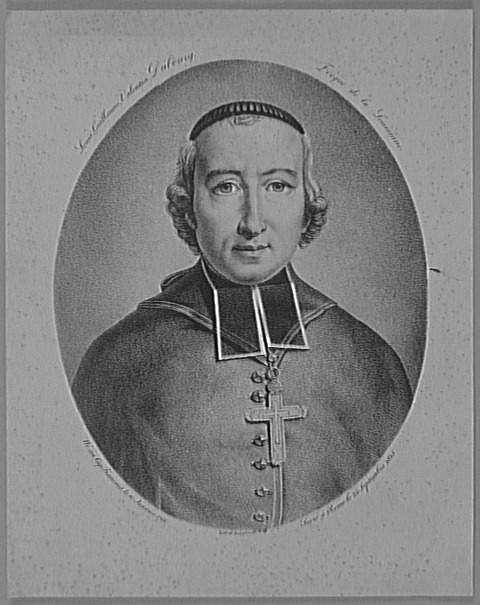
Louis-Guillaume-Valentin Dubourg
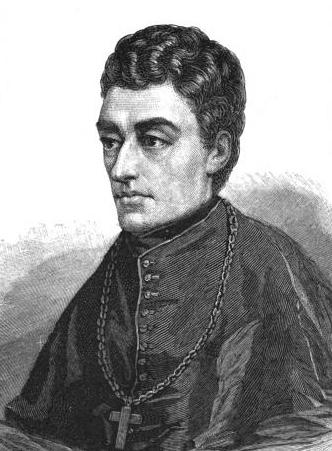
Leo Raymond de Neckère
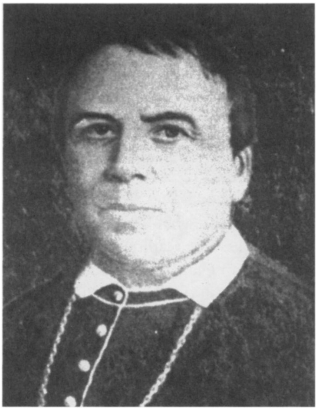
Jean-Marie Odin
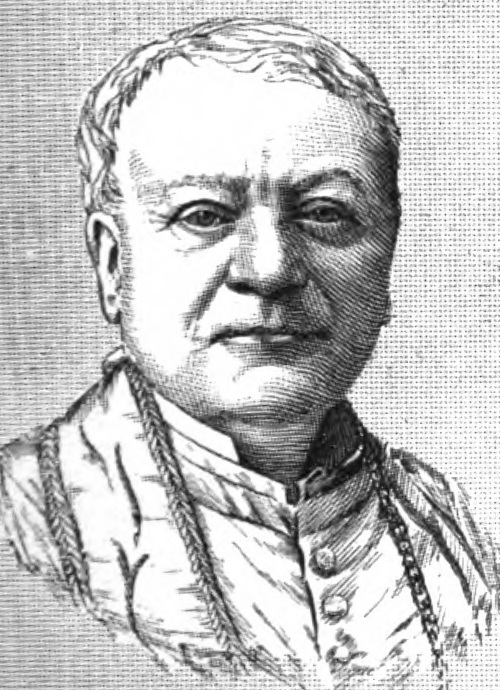
Francis Xavier Leray
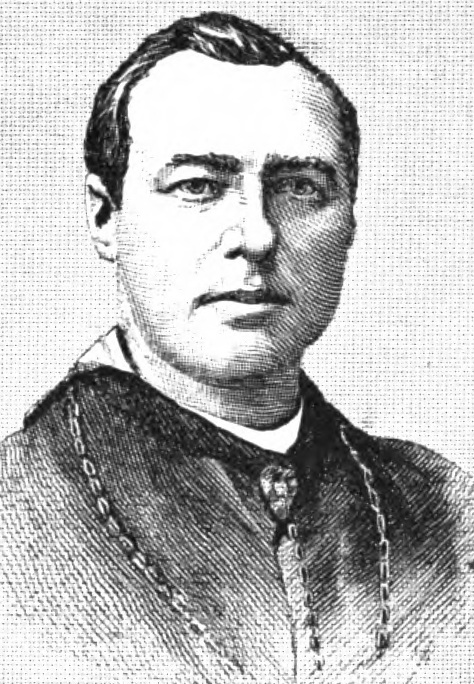
Franciscus Janssens
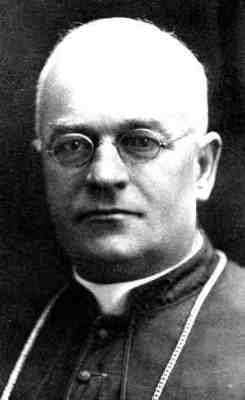
James Hubert Blenk
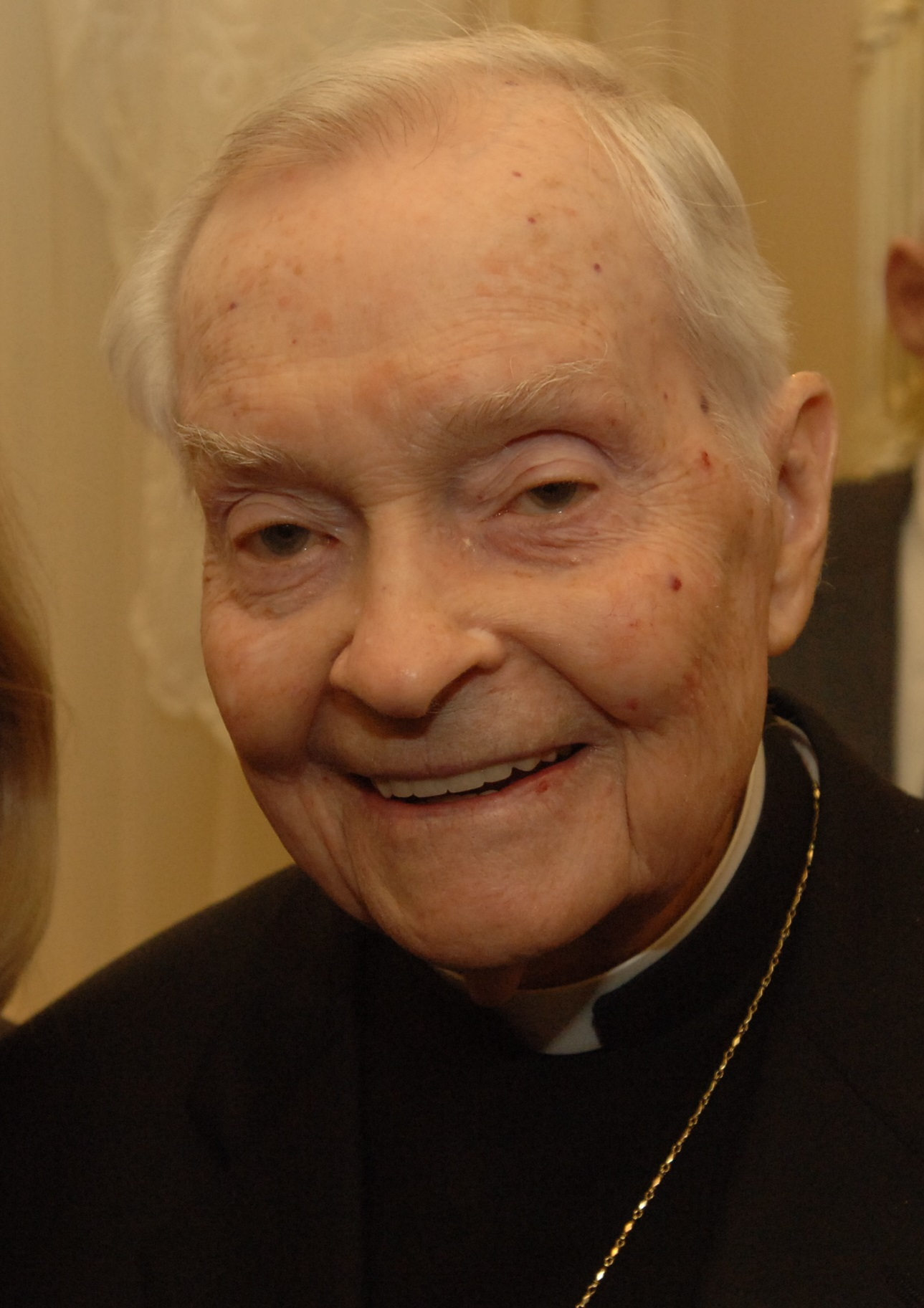
Philip Hannan
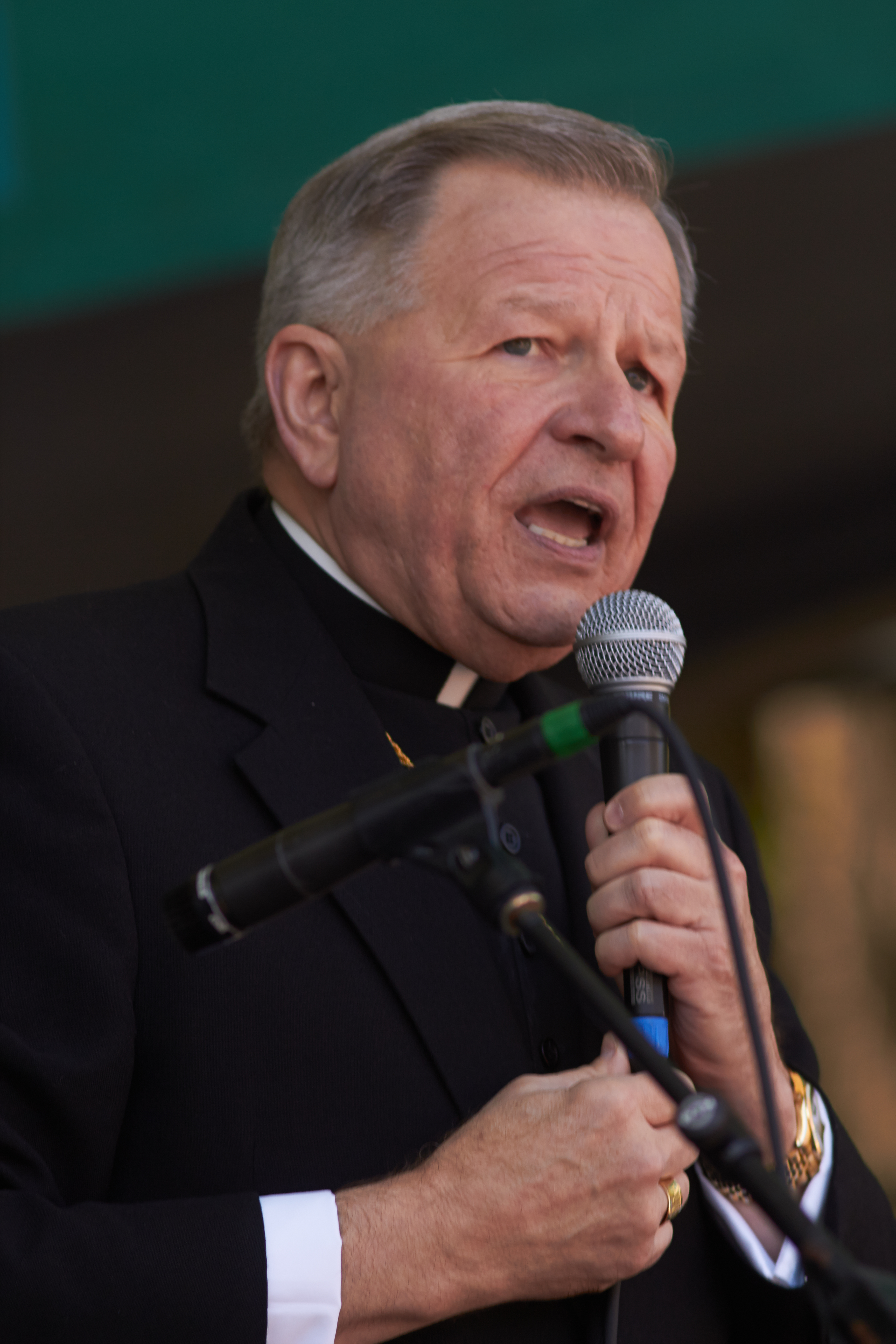
Gregory Michael Aymond